# Jacques Miller
Jacques Francis Albert Pierre Miller, AC, FRS, francosko-avstralski biolog, * 2. april 1931, Nica, Francija.
Njegova družina se je leta 1941 preselila v Avstralijo, kjer je diplomiral na Univerzi v Sydneyju, doktorsko usposabljanje pa je opravil v Londonu. Znan je predvsem po tem, da je odkril vlogo priželjca, za katerega so do takrat mislili, da je nefunkcionalen zakrnel organ. Prvi je tudi ugotovil, da se sesalčji limfociti delijo v dva razreda - B in T, ki sodelujeta pri imunskem odzivu.